# La Meilleraye-de-Bretagne
La Meilleraye-de-Bretagne is een gemeente in het Franse departement Loire-Atlantique (regio Pays de la Loire). De plaats maakt deel uit van het arrondissement Châteaubriant-Ancenis. La Meilleraye-de-Bretagne telde op 1 januari 2022 1.587 inwoners.

## Geografie
De oppervlakte van La Meilleraye-de-Bretagne bedroeg op 1 januari 2022 27,63 vierkante kilometer; de bevolkingsdichtheid was toen 57,4 inwoners per km².

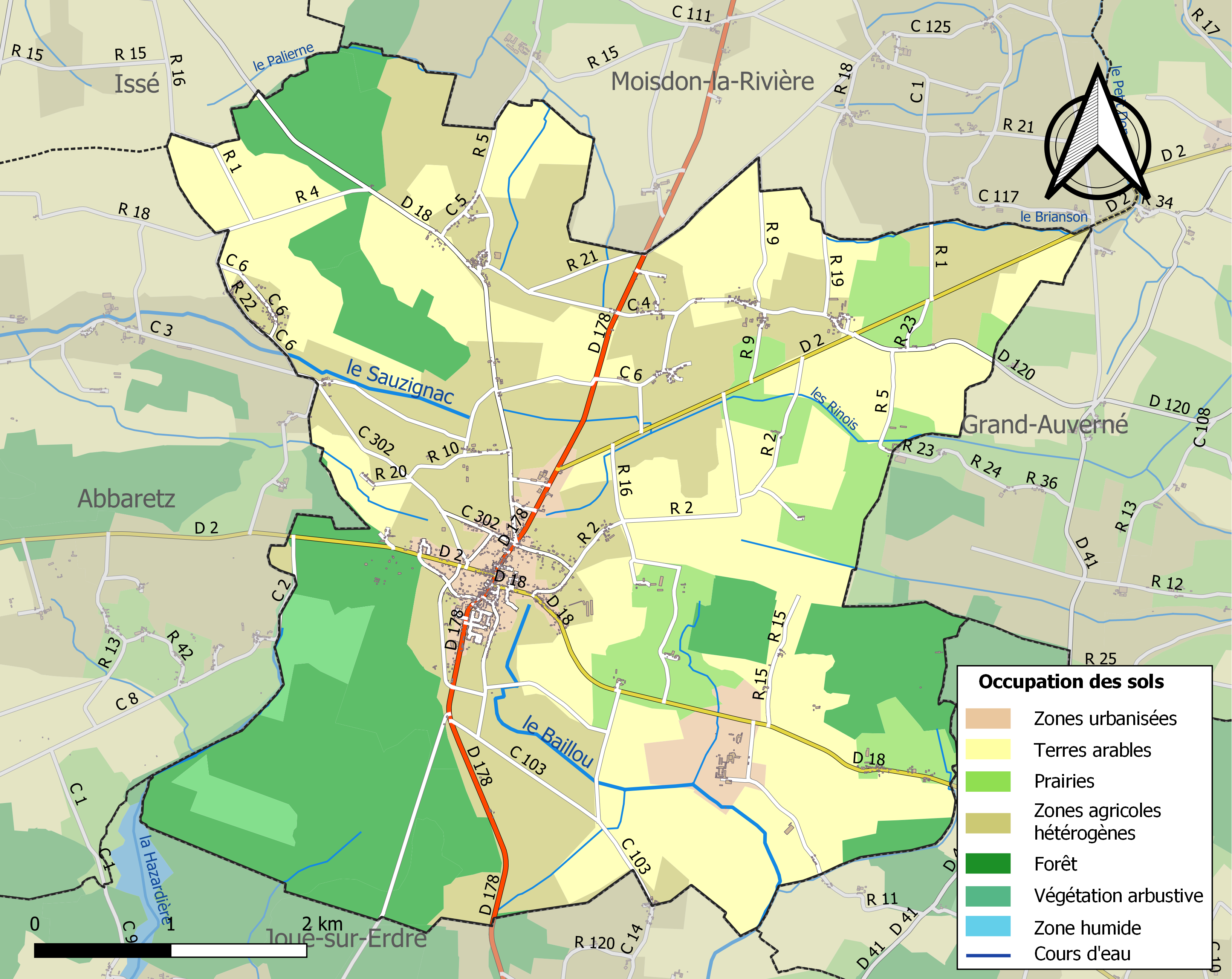
Kaart van de gemeente met de belangrijkste infrastructuur, bodemgebruik en omliggende gemeenten

## Demografie
Onderstaande figuur toont het verloop van het inwonertal (bron: INSEE-tellingen).